# Volta ao Algarve 2000
La Volta ao Algarve 2000, ventiseiesima edizione della corsa, si svolse dall'8 al 12 marzo su un percorso di 692 km ripartiti in 5 tappe, con partenza a Tavira e arrivo a Fóia, in Portogallo. Fu vinta dallo svizzero Alex Zülle della Banesto davanti al portoghese José Azevedo e al russo Andrei Zintchenko.

## Tappe
| Tappa  | Data     | Percorso                                  | km    | Vincitore di tappa     | Leader cl. generale |
| ------ | -------- | ----------------------------------------- | ----- | ---------------------- | ------------------- |
| 1ª     | 8 marzo  | Tavira > Tavira                           | 177,6 | Ángel Edo              | Ángel Edo           |
| 2ª     | 9 marzo  | Vila Real de Santo António > Castro Marim | 175,7 | Aitor Gonzalez Jimenez | Ángel Edo           |
| 3ª     | 10 marzo | Faro > Loule                              | 185,7 | Ángel Edo              | Ángel Edo           |
| 4ª     | 11 marzo | Guia > Albufeira (cron. individuale)      | 12,8  | Alex Zülle             | Michael Rich        |
| 5ª     | 12 marzo | Lagos > Fóia                              | 140,7 | José Azevedo           | Alex Zülle          |
| Totale | Totale   | Totale                                    | 692   |                        |                     |

## Dettagli delle tappe

### 1ª tappa
- 8 marzo: Tavira > Tavira – 177,6 km

| Pos. | Corridore                      | Squadra  | Tempo    |
| ---- | ------------------------------ | -------- | -------- |
| 1    | Ángel Edo                      | Maia-MSS | 4h31'28" |
| 2    | Orlando Sergio Gomes Rodrigues | Banesto  | s.t.     |
| 3    | Alexandre Usov                 | Phonak   | s.t.     |

| Pos. | Corridore                      | Squadra  | Tempo    |
| ---- | ------------------------------ | -------- | -------- |
| 1    | Ángel Edo                      | Maia-MSS | 4h31'18" |
| 2    | Orlando Sergio Gomes Rodrigues | Banesto  | a 4"     |
| 3    | Nuno Marta Duarte              | Maia-MSS | a 5"     |

### 2ª tappa
- 9 marzo: Vila Real de Santo António > Castro Marim – 175,7 km

| Pos. | Corridore              | Squadra      | Tempo    |
| ---- | ---------------------- | ------------ | -------- |
| 1    | Aitor Gonzalez Jimenez | Kelme        | 4h17'19" |
| 2    | Michael Rich           | Gerolsteiner | a 43"    |
| 3    | Andrei Zintchenko      | LA           | s.t.     |

| Pos. | Corridore                      | Squadra  | Tempo    |
| ---- | ------------------------------ | -------- | -------- |
| 1    | Ángel Edo                      | Maia-MSS | 8h49'18" |
| 2    | Nuno Marta Duarte              | Maia-MSS | a 2"     |
| 3    | Orlando Sergio Gomes Rodrigues | Banesto  | a 6"     |

### 3ª tappa
- 10 marzo: Faro > Loule – 185,7 km

| Pos. | Corridore                      | Squadra  | Tempo    |
| ---- | ------------------------------ | -------- | -------- |
| 1    | Ángel Edo                      | Maia-MSS | 4h46'19" |
| 2    | Serguei Smetanine              | Benfica  | s.t.     |
| 3    | Orlando Sergio Gomes Rodrigues | Banesto  | s.t.     |

| Pos. | Corridore                      | Squadra      | Tempo     |
| ---- | ------------------------------ | ------------ | --------- |
| 1    | Ángel Edo                      | Maia-MSS     | 13h35'26" |
| 2    | Orlando Sergio Gomes Rodrigues | Banesto      | a 12"     |
| 3    | Michael Rich                   | Gerolsteiner | a 16"     |

### 4ª tappa
- 11 marzo: Guia > Albufeira (cron. individuale) – 12,8 km

| Pos. | Corridore         | Squadra      | Tempo  |
| ---- | ----------------- | ------------ | ------ |
| 1    | Alex Zülle        | Banesto      | 15'45" |
| 2    | Michael Rich      | Gerolsteiner | a 1"   |
| 3    | Andrei Zintchenko | LA           | a 10"  |

| Pos. | Corridore         | Squadra      | Tempo     |
| ---- | ----------------- | ------------ | --------- |
| 1    | Michael Rich      | Gerolsteiner | 13h51'37" |
| 2    | Alex Zülle        | Banesto      | a 5"      |
| 3    | Andrei Zintchenko | LA           | a 11"     |

### 5ª tappa
- 12 marzo: Lagos > Fóia – 140,7 km

| Pos. | Corridore             | Squadra   | Tempo    |
| ---- | --------------------- | --------- | -------- |
| 1    | José Azevedo          | Maia-MSS  | 3h27'32" |
| 2    | Unai Etxebarria Arana | Euskaltel | s.t.     |
| 3    | Alex Zülle            | Banesto   | a 3"     |

| Pos. | Corridore         | Squadra  | Tempo     |
| ---- | ----------------- | -------- | --------- |
| 1    | Alex Zülle        | Banesto  | 17h19'13" |
| 2    | José Azevedo      | Maia-MSS | a 7"      |
| 3    | Andrei Zintchenko | LA       | a 14"     |

## Classifiche finali

### Classifica generale
| Pos. | Corridore                      | Squadra           | Tempo     |
| ---- | ------------------------------ | ----------------- | --------- |
| 1    | Alex Zülle                     | Banesto           | 17h19'13" |
| 2    | José Azevedo                   | Maia-MSS          | a 7"      |
| 3    | Andrei Zintchenko              | LA-Pecol-Calbrita | a 14"     |
| 4    | Unai Etxebarria Arana          | Euskaltel-Euskadi | a 21"     |
| 5    | Victor Gamito                  | Porta da Ravessa  | a 44"     |
| 6    | Eligio Requejo Dominguez       | Kelme             | a 1'18"   |
| 7    | Goncalo José Amorim Valada     | Maia-MSS          | a 1'41"   |
| 8    | Iban Sastre Estevez            | Festina           | a 2'17"   |
| 9    | Pedro Cardoso                  | Maia-MSS          | a 2'22"   |
| 10   | Orlando Sergio Gomes Rodrigues | Banesto           | a 2'30"   |